# Década de 1490
Séculos: (Século XIV - Século XV - Século XVI)
Décadas: 1440 1450 1460 1470 1480 - 1490 - 1500 1510 1520 1530 1540
Anos: 1490 - 1491 - 1492 - 1493 - 1494 - 1495 - 1496 - 1497 - 1498 - 1499

## Eventos
- 1490: Tirant lo Blanc por Joanot Martorell e Martí Joan De Galba é publicado.
- 1492: Chegada às Caraíbas por Cristóvão Colombo.
- 1492: Expulsão de judeus sefarditas de Espanha.
- 1492-1493: Conquista de La Palma.
- 1492: Alexandre VI sucede a Inocêncio VIII como papa.
- 1494-1496: Conquista de Tenerife.
- 1494: Invasão da Itália por Carlos VIII de França.